# آل بوکرد
آل بو کرد یا البوکرد نام یک خاندان در استان خوزستان است این طایفه در میان عشایر جنوب خوزستان به آل بو کردون و کردونی و کردانی نیز شهرت دارد. خاستگاه این طایفه در منابع تاریخی، بخش شرقی رامهرمز (بالا رومز) عنوان شده است. شاهزاده میرزا محمود قاجار در ابتدای قرن ۱۹ میلادی می‌نویسد رومز، دو رومز است. بالا رومز و پایین رومز. یکی آل بو کرد و یکی آل خمیس آل بو کردها در نیمه قرن ۱۹ میلادی حکمرانی رامهرمز را به‌دست گرفتند در آن دوره عبدالله خان آل بو کرد فرزند تقی خان ریاست این طایفه را بر عهده داشت. هنری لایارد جهانگرد انگلیسی می‌نویسد حومه و اطراف رامهرمز بسیار حاصلخیز است ولی به اندازه کافی در آن زراعت نمی‌شود. حکمران رامهرمز شخصی بنام عبدالله خان است که در یک قلعه گلی کوچک در قریه دهیور اقامت دارد.

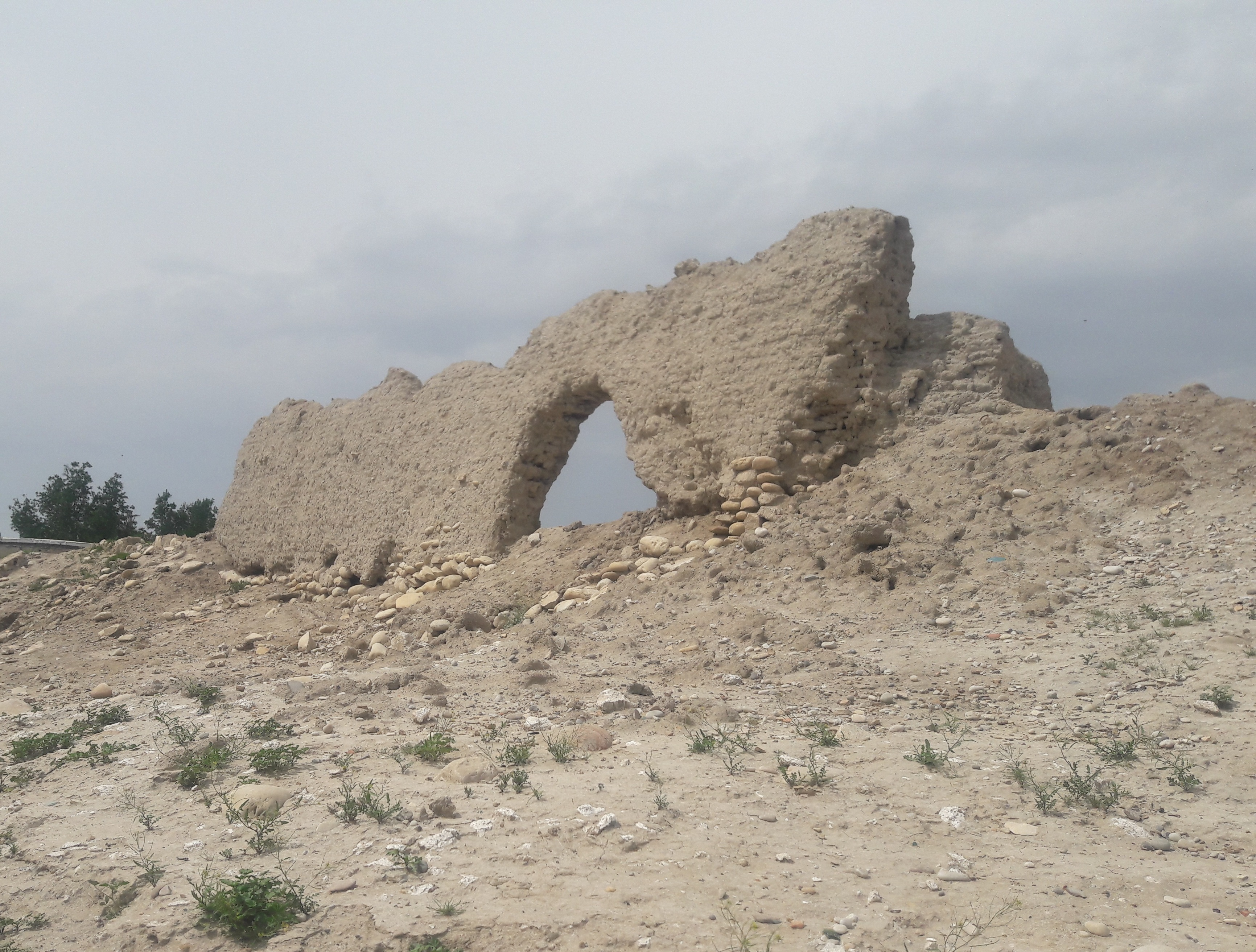
قلعه عبدالله خان آل بو کرد در روستای دهیور رامهرمز

## مهاجرت به اهواز
در دوره فتحعلی شاه میان حکومت قاجار و محمد تقی خان بختیاری اختلاف پیش آمد. محمد تقی خان بختیاری در آن دوره رهبری اتحادیه قبایل بختیاری (شامل طوایف مناطق بختیاری نشین خوزستان و بخشهایی از استان‌های فارس، کهگیلویه و لرستان) را بر عهده داشت. آل بوکرد در این نزاع جانب اتحادیه قبایل بختیاری را گرفت. عبدالله خان آل بو کرد و نیروهای تحت فرمانش در حمایت از محمد تقی خان بختیاری مدت زیادی مقابل لشکرکشی دولت که از شوشتر (مرکز وقت سیاسی خوزستان) تجهیز می‌شدند و از مسیر دشت رامهرمز عازم قلمرو بختیاری بودند مقاومت کردند. هنری لایارد در مورد مهارت جنگی آل بو کرد می‌نویسد آل بو کرد دارای مردان تفنگچی خوب و سوارکاران ماهر است. طایفه آل بو کرد سرانجام در سال ۱۸۴۱ میلادی در پی شکست اتحادیه قبایل بختیاری در برابر لشکرکشی معتمدالدوله (حاکم وقت اصفهان) که منجر به تصرف رامهرمز گردید، به اهواز مهاجرت کرد. لازم است ذکر شود که بعد از جنگ با معتمد الدوله (حاکم وقت اصفهان)
بخشی از طایفه آلبوکردون به هندیجان رفتند و بعد به اهواز کوچ کردند نخستین سکونتگاه آل بوکرد در اهواز روستای اُمُّ تمیر واقع در غرب رودخانه کارون بود. نجم الدوله در ذکر آمار مناطق اهواز در دوره ناصرالدین شاه می‌نویسد قریه اُمُّ تمیر در نیم فرسخی کریشان ساکنانش آل بو کردون هستند صد و بیست خانوار شیخ آنان بختیار است. آل بو کردها علاوه بر اقامت در مناطق غربی کارون همچون اُمُّ تمیر و کریشان در سال‌های بعد به مناطق شرقی کارون همچون روستاهای اثله یا گزلی، کوت عبدالله، کوت سید صالح، ابو دبس و عمیره نقل مکان کردند. روستای اثله یا گزلی مرکز اجتماع آل بو کردها یا کردانی‌ها سال‌ها بعد در زمان مظفرالدین شاه به روستای مظفریه تغییر کرد و رونق بسیاری یافت. طبق گزارش‌های لوریمر در دوره مظفرالدین شاه، آل بو کرد پس از کعب و باوی سومین طایفه پرجمعیت غیر کوچنشین اهواز بود همچنین مظفریه یا بندر مظفری محل سکونت  طایفه آلبکردون نیز پس از بندر ناصری (منطقه نادری کنونی اهواز) و بندر محمره (خرمشهر) جایگاه سومین موقعیت استراتژیک و تجاری جنوب خوزستان را داشت. لوریمر در این خصوص می‌نویسد بندر مظفری یا مظفریه دارای ۲۰ خانه آجری، ۱۸۰ خانه گلی و ۲۰ مغازه است، همچنین یک کاروانسرای بزرگ و یک قهوه‌خانه نیز وجود دارد که توسط مزعل شیخ سابق محمره ساخته شده است. مردمش آل بوکرد و تعداد اندکی دزفولی هستند. آنان ۱۰ مرد سواره و ۱۰۰ فرد مسلح دارند و به جنگجویی مشهور می‌باشند. اکنون پس از محمره و ناصری، مظفریه مهم‌ترین منطقه کارون در پایین بند قیر است. شیخ محمره (شیخ خزعل) در اینجا یک خانه آجری دارد که یک نماینده از آل بوکرد از آن نگهداری می‌کند. وی در زمستان برای تجارت با ناصری و باویه، مرتب به اینجا می‌آید و در اینجا اقامت می‌کند. تجارت پر سودی بین بندر مظفری و طوایف مجاور و بازرگانان زمینی برقرار است. از ابتدای دوره مظفرالدین شاه تا اواخر احمد شاه قاجار که مقارن با حکمرانی شیخ خزعل بر خوزستان بود، بزرگ خاندان آل بو کردون، فردی بنام ملاعبدالسید ملقب به نصرت نظام بود که از سیاستمداران برجسته خوزستان بشمار می‌رفت. ملاعبدالسید در این فاصله دارای مناصبی همچون حاکم زیدان بهبهان (۱۹۰۵–۱۹۰۸م) حاکم شوشتر (۱۹۱۱م) حکمران اهواز (۱۹۱۴م) و معاون شیخ چاسب (پسر ارشد شیخ خزعل) و معاون شیخ سلطان (برادر زاده شیخ خزعل)، حکمرانان وقت اهواز بود. از این رو با حمایت وی بر جمعیت و قدرت این طایفه افزوده شد بسیاری از افراد آل بوکردون طی آن دوره از مناطق مختلف بخصوص معشور (ماهشهر)، منطقه جراحی و رامهرمز به اجتماع طایفه در اهواز پیوستند. لوریمر می‌نویسد خاستگاه آنان به روشنی مشخص نشده است ولی آن‌ها در گذشته تا صد سال قبل عضوی از بختیاری‌ها بودند تا اینکه از مناطق رامهرمز و جراحی به محل سکونت فعلی مهاجرت کردند. در آن زمان آن‌ها یک اجتماع ۴۰۰ تا ۵۰۰ نفری بودند، در حالیکه در حال حاضر ۱۵۰۰ یا ۲۰۰۰ تن هستند. در ابتدا آن‌ها آداب فارس‌ها را داشتند ولی در حال حاضر لباس عربی را پذیرفتند و با طایفه باویه همبسته شدند. آل بوکرد در میان خودشان ازدواج می‌کنند و به واسطه مردان جنگی خوب، اعتبار دارند. رئیس فعلی آن‌ها ملاعبدالسید، نماینده شیخ محمره در زیدان بهبهان است. در غیاب او، برادرش احمد بر طوایف روستاهای کارون ریاست می‌کند و هم‌زمان نماینده شیخ در مظفریه است. بر اساس نظر ویلسون، آل بو کردها در اهواز پس از جنگ جهانی اول به حدود ۳۰۰ خانوار می‌رسیدند، از شخصیت‌های معروف این طایفه می‌توان به آل بو جنگی نیز اشاره کرد. آل بو جنگی به همراه عده ای از مردم این طایفه مدتها در سمت کوت عبدالله و کوت صیدصالح زندگی می‌کردند.

## دوره پهلوی
در ابتدای دوره پهلوی که دریافت شناسنامه و انتخاب نام فامیلی گسترش یافت. افراد خاندان آل بو کرد یا آل بوکردون با اقتباس از نام طایفه، فامیلی‌هایی از جمله کردانی'، کردونی، البوکرد، البوکردی،' و … را برای خود برگزیدند.
از دیگر حوادث مهم دوره پهلوی می‌توان به سیل ویرانگر سال ۱۳۴۷ شمسی در اهواز اشاره کرد که باعث تخریب کامل بسیاری از روستاهای اطراف رودخانه کارون از جمله روستای مظفریه، کوت صید صالح، کوت عبدالله و… سکونتگاه همه این طوایف شد. بعد از سیل، روستای مظفریه ۱ و مظفریه ۲ و کوت عبدالله جدید به همراه منطقه خزامی در مجاورت مکان‌های قبل بنا شد.

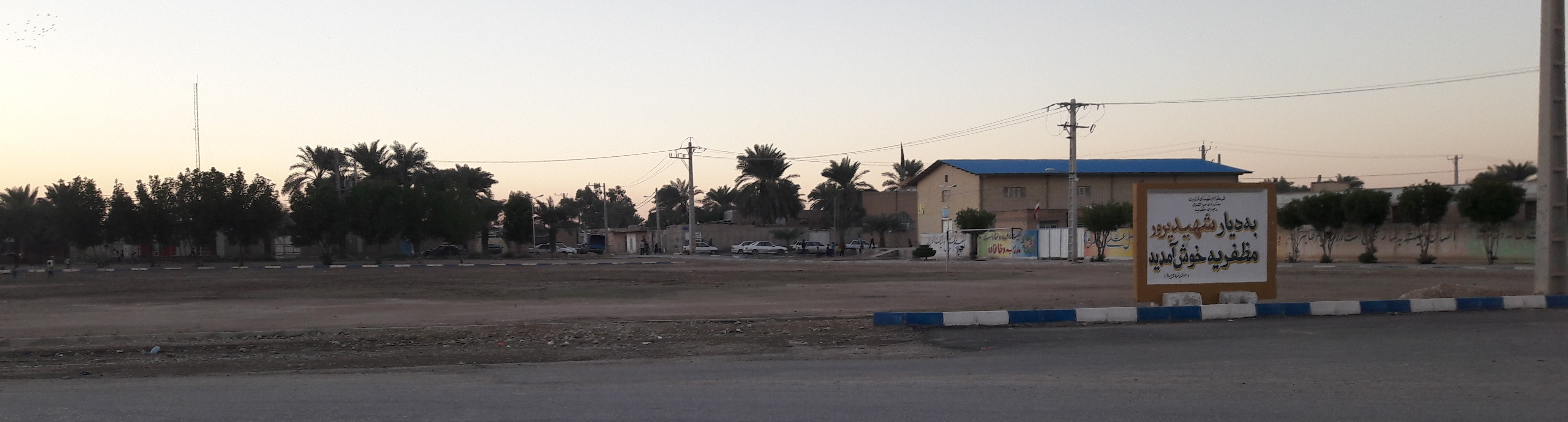
روستای مظفریه اهواز

## فرهنگ
امروزه غالب عشایر آل بوکرد مانند سایر جوامع ساکن رامهرمز به گویش رامهرمزی صحبت می‌کنند. دانشنامه جهان اسلام، منشأ آل بوکرد را ناشناخته و احتمالاً عرب می‌داند که آمیختگی با عشایر بختیاری داشته‌اند و در هرحال آل بوکرد در آغاز به ایل بختیاری پیوست و آیین و رسوم مشترکی با آنان در اختیار گرفتند. همچنین دانشنامه جهان اسلام می‌نویسد، پیران این عشیره خود را عرب می‌دانن و براساس روایت آنان، دو تن از فرزندان شیخ قبیله خزاعه حجاز به نامهای سعد و عبدالله (یا یکی از این دو) از ترس جان به ایران گریختند و عشیره آل بوکرد به تدریج در خوزستان پدید آمد و به دلیل آمیختگی آنان با عشایر بختیاری باعث شده است که ویلسون آل بوکُرد را بختیاری الاصل بداند. بر پایه روایتهای محلی به گفته دانشنامه جهان اسلام، یک یا دو نیای نخست عشیره، دخترانی کرد را به زنی گرفتند و نام بوکرد و بوکردان از سوی برادران دیگرشان به طعنه بر آنها نهاده شد. همچنین از نظر معنا، واژه کُرد جدا از معنای قومی به معنی عشایر و رمه گردان بوده و اقوام دیگری نظیر لُرها نیز نسبت داده شده چناچه منابع متعدی از لرها به عنوان کُرد نام برده‌اند. ایرانیکا نیز آل بوکرد را جزئی از اتحادیه قبایل بختیاری سابق با منشأ نامشخص می‌داند.

## خاستگاه
برخی خاستگاه آل بو کرد را بخش شرقی رامهرمز با مرکزیت دهیور، واقع در پنج کیلومتری این شهر می‌دانند. ویرانه‌های سکونتگاه سابق آل بو کردها همچنان در روستای دهیور بچشم می‌خورد. از جمله این بناها قلعه عبدالله خان آل بو کرد (موسوم به نوری قلعه) است که متعلق به آخرین خان آل بو کرد در رامهرمز و حکمران وقت این شهر می‌باشد. نوری قلعه اکنون تحت حفاظت میراث فرهنگی شهرستان رامهرمز قرار دارد به گفته کارشناسان قدمت ساخت این قلعه به دوره سلجوقیان بازمی‌گردد ولی تا قرن‌های بعد مورد استفاده قرار می‌گرفت. دانشنامه جهان اسلام تاریخ کوچ نیای آل بوکرد را نامعلوم می‌داند، اما احتمال می‌رود که در دوران نادرشاه (۱۱۴۸–۱۱۶۰ق/۱۷۳۵–۱۷۴۷م) صورت گرفته باشد. آل بوکرد مدتها در اطراف بهبهان به راهزنی پرداخت. اما سرانجام مردم بهبهان به ستوه آمدند و جمعی از آنان را به نیرنگ کشتند و به این ترتیب، درحدود ۱۲۱۴ق/۱۸۰۰م، ۴۰۰ تا ۵۰۰ تن از افراد عشیره آل بوکرد به کرانه جراحی کوچیدند و پس از چند سال کوچروی سرانجام در روستای مظفریه که آن زمان در اختیار عشیره باویه بود، اقامت گزیدند و از آن پس آل بوکرد تابع باویه شد و جامه‌های عربی به تن کرد.

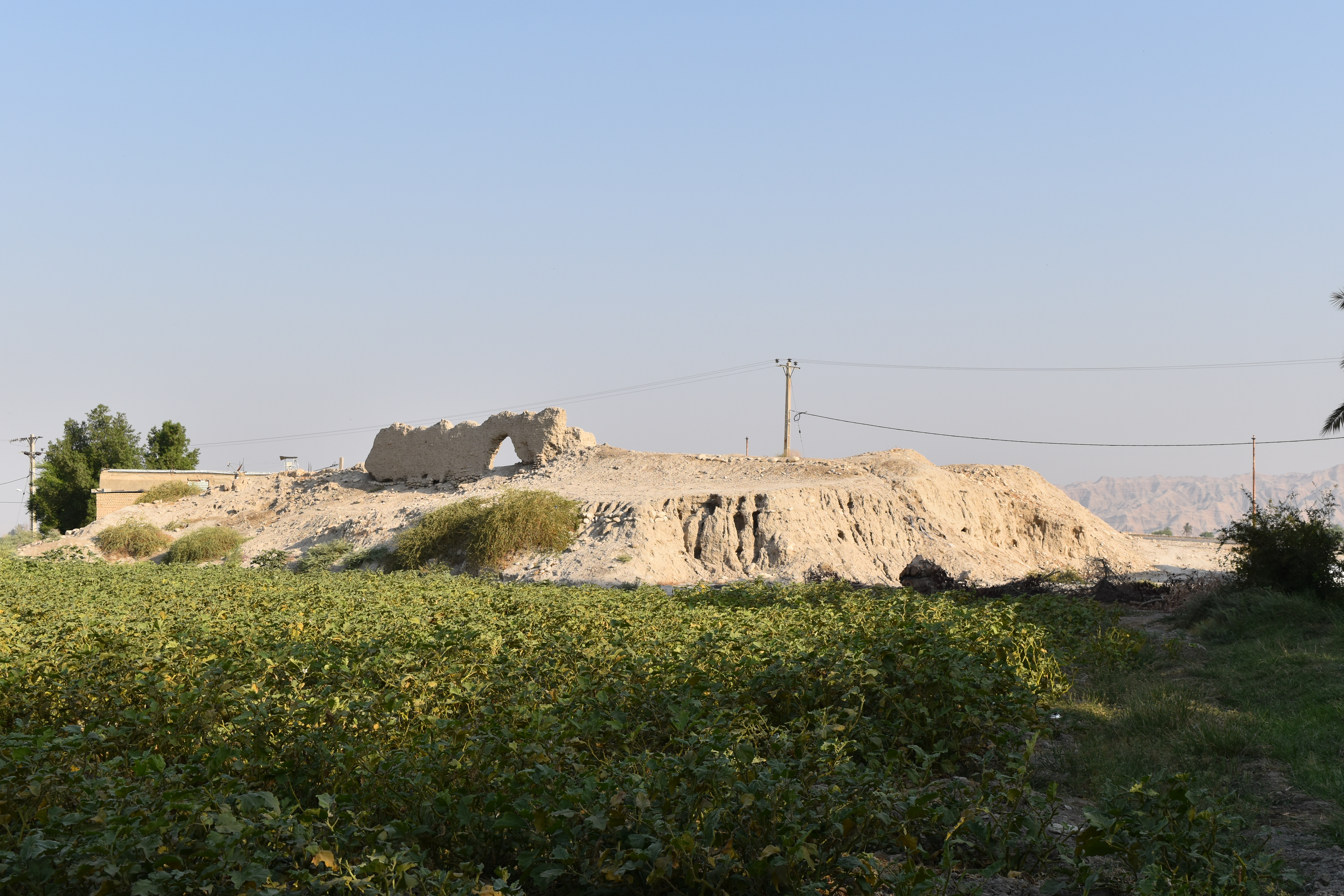
آثار بجای مانده از قلعه عبدالله خان آل بو کرد (نوری قلعه) در روستای دهیور رامهرمز